# Arco dei Fileni

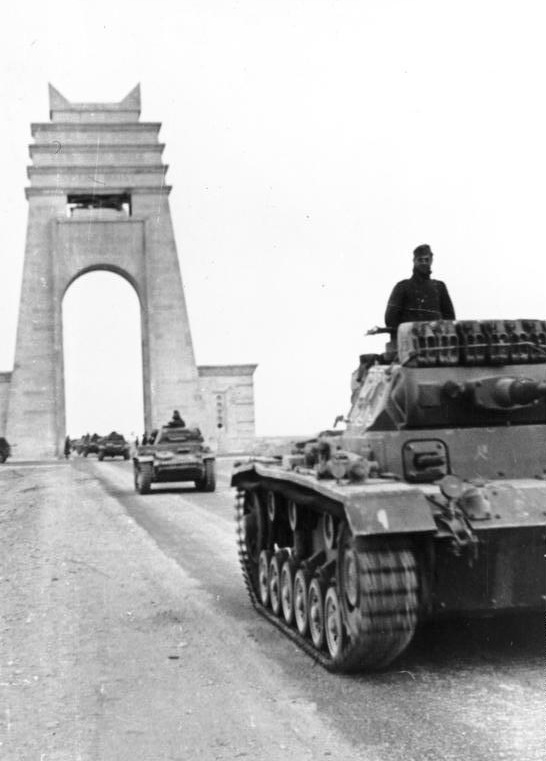
Niemieckie czołgi Afrika Korps pod łukiem triumfalnym w czasie operacji Sonnenblume (1941)

Arco dei Fileni (dosł. „Łuk Filenów”) – nieistniejący już łuk triumfalny w Libii na granicy między Cyrenajką a Trypolitanią. Wzniesiony w 1937 roku w połowie drogi Strada Litoranea, biegnącej wzdłuż wybrzeża od granicy z Egiptem do granicy z Tunezją. Symbol potęgi kolonialnej faszystowskich Włoch. Wysadzony w powietrze w 1973 roku z rozkazu Mu’ammara al-Kaddafiego.

## Nazwa
Nazwa łuku Arco dei Fileni nawiązywała do legendy o braciach Filenach, znanej m.in. z dzieła Salustiusza (86–34 p.n.e.) Bellum Iugurthinum . Według legendy rywalizujący w regionie Fenicjanie i Grecy postanowili ustalić granicę pomiędzy swoimi terytoriami przy pomocy biegu – biegacze mieli równocześnie wyruszyć z fenickiej Kartaginy i greckiej Cyreny i biec ku sobie, a miejsce ich spotkania miało wyznaczyć granicę. Fenicjan reprezentowali bracia Filenowie, którzy bez spotkania Greków dobiegli do miejsca na południowym krańcu Wielkiej Syrty. Rozczarowani własnym miernym wynikiem Grecy oskarżyli ich o oszustwo. Fenicjanie zaprzeczyli, lecz zaproponowali pochować żywcem braci w miejscu, do którego dotarli i w ten sposób dowieść swojej uczciwości. Grecy przystali, by w taki sposób oznaczyć granicę. Na grobach braci usypano dwa kopce, na których wzniesiono dwa wielkie „Ołtarze Filenów”, co miało również gwarantować nienaruszalność granicy. 
Brytyjscy żołnierze z 8 Armii walczący w regionie podczas II wojny światowej nazwali budowlę Marble Arch (pol. „Marmurowy Łuk”), ponieważ przypominała londyński Marble Arch, i nazwa ta utrwaliła się w języku angielskim. 

## Historia
Budowę łuku jako symbolu włoskiej potęgi zlecił namiestnik włoskiej kolonii Libii Italo Balbo (1896–1940). Budowla stanęła w połowie nowo wybudowanej autostrady Via Balbia (Strada Litoranea), biegnącej wzdłuż wybrzeża od granicy z Egiptem do granicy z Tunezją – w pobliżu legendarnego miejsca pochówku braci Filenów. 
Łuk został zaprojektowany przez włoskiego architekta Florestano Di Fausto (1890–1965), który zaprojektował w latach 30. XX w. wiele monumentalnych budowli kolonialnych w regionie. Uroczyste odsłonięcie łuku miało miejsce 15 marca 1937 roku w obecności Benito Mussoliniego (1883–1945). Budowla stała się symbolem włoskiej Libii, a jej wizerunek umieszczany był na okładkach przewodników turystycznych po kolonii, mapach, plakatach i znaczkach pocztowych.
W 1942 roku zbudowano prawie identyczną kopię łuku w Riozzo we Włoszech jako wieżę ciśnień, która ocalała.
W tym samym roku wizerunek budowli został umieszczony na awersie medalu upamiętniającego kampanię włosko-niemiecką w Afryce. 
W 1973 roku monument został wysadzony w powietrze z rozkazu Mu’ammara al-Kaddafiego (1942–2011) – jako symbol włoskiego kolonializmu nie odpowiadał koncepcji nowej tożsamości libijskiej.

## Architektura
Wzniesiony z 350 ton trawertynu łuk miał 31 m wysokości. Znajdował się na nim monumentalny napis – cytat z dzieła Carmen Saeculare rzymskiego poety Horacego (65–8 p.n.e.):

Alme sol possis nihil urbe Roma visere maius

Na zachodniej stronie łuku umieszczono dwie kolejne inskrypcje – łacińskie tłumaczenia tekstów włoskiego pisarza Nello Quiliciego (1890–1940). Jedna opisywała łuk jako symbol odrodzenia Cesarstwa Rzymskiego pod przywództwem faszystów, a druga gloryfikowała legendarnych braci Filenów. 
We wnękach po obu stronach łuku stały dwa ogromne brązowe posągi przedstawiające braci Filenów autorstwa Ulderico Conti, ukazujące ich w momencie duszenia się, podczas zasypywania żywcem piaskiem. 